# زويلما غابرييلا سيغوراردوتير
زويلما غابرييلا سيغوراردوتير (بالإنجليزية: Zuilma Gabriela Sigurðardóttir)‏ من مواليد 1962، هي أستاذة علم النفس في جامعة أيسلندا، ومتخصصة في تحليل السلوك.
زويلما غابرييلا هي في الأصل من مدينة مكسيكو في المكسيك. رحلت عن المكسيك عندما كانت في سن العاشرة، وبعد ذلك بوقت قصير انتقلت إلى آيسلندا. قبل أن تصبح زويلما مواطنة آيسلندية، كان اسمها زويلما غابرييلا دراجوني غارسيا مارين.

## الخبرة العملية
حصلت زويلما غابرييلا على درجة البكالوريوس في علم النفس من جامعة آيسلندا في خريف عام 1985، والماجستير في تحليل السلوك والعلاج السلوكي من جامعة جنوب إلينوي في كاربونديل، إلينوي في الولايات المتحدة في ربيع عام 1989، ودكتوراه في علم النفس التجريبي من جامعة نورث إيسترن في بوسطن، ماساتشوستس، في عام 1992. أصبحت زويلما غابرييلا طبيبة نفسية مرخصة في نفس العام. عملت كطبيبة نفسية خلال السنوات السبع التالية. عملت في المكتب الإقليمي لشؤون المعوقين في ريكيافيك (1992-1996). هناك كانت في البداية مديرة منزل جماعي مجتمعي جديد للمعاقين. في وقت لاحق، كانت مديرة المشروع ومديرة الجودة لخدمات المعيشة المستقلة جنبًا إلى جنب مع تقديم الاستشارات للمساكن المجتمعية في ريكيافيك. كانت مديرة تثقيف الموظفين في المكتب الإقليمي وأخصائية نفسية لعملاء المكتب الإقليمي وعائلاتهم. عملت زويلما، أيضًا، بدوام جزئي في مأوى النساء (1992 إلى 1994) كمستشارة في تقديم المشورة بشأن الأزمات للأطفال المقيمين في الملجأ.
في عام 1994، بدأت التدريس بدوام جزئي في جامعة أيسلندا. وفي عام 1996، تولت منصب رئيس قسم علم النفس في مركز ريكيافيك التعليمي الذي تأسس حديثًا. هناك، وفقًا لقانون جديد بشأن المدارس الإلزامية والخدمات المتخصصة في المدارس، حرصت على صياغة سياسة بشأن الخدمات النفسية للمدارس الأساسية في ريكيافيك. كما عقدت دورات التعليم المستمر للمعلمين في العديد من الأماكن وعرَّفت المسمى الوظيفي «مدرب السلوك» لمساعدات المعلمين في المدارس الابتدائية الحاصلين على درجة البكالوريوس في علم النفس. بالإضافة إلى ذلك، لعبت دورًا في إنشاء دورة لمساعدة المعلمين في المدارس الإلزامية. تم إنشاء الدورة في Borgarholtsskóli. كما بدأت عرضًا منظمًا لدورة SOS-Help لأولياء الأمور حول إدارة السلوك.
واصلت العمل كرئيسة لقسم علم النفس في مركز ريكيافيك التعليمي حتى خريف عام 1999. ثم بدأت العمل بدوام كامل كأستاذ مساعد في قسم علم النفس في جامعة أيسلندا، التي كانت آنذاك تابعة لكلية العلوم الاجتماعية.
شغلت عدة مناصب في كلية العلوم الاجتماعية. ترأست قسم علم النفس من 2005 إلى 2007، وشاركت في منتدى الجامعة، وكانت في لجنة القبول في برنامج الدكتوراه في كلية العلوم الاجتماعية، وعضوًا في العديد من لجان رئاسة الجامعة. اليوم، زويلما غابرييلا أستاذة في كلية علم النفس في جامعة آيسلندا في كلية العلوم الصحية وهي، أيضًا، مديرة معمل تحليل السلوك. وتدير زويلما غابرييلا عيادة خاصة في علم النفس منذ عام 1992، إلى جانب أعمالها الأخرى. بالإضافة إلى ذلك، تقدم خدمات علم النفس للأشخاص الناطقين بالإسبانية.

## أبحاثها
كان بحث زويلما غابرييلا في المجال الواسع لتحليل السلوك. في تحليل السلوك التطبيقي، شددت على البحث في مشاكل الأطفال السلوكية والأكاديمية. بالإضافة إلى ذلك، ركزت على إعادة تأهيل أولئك الذين يعانون من فقدان القدرة على الكلام بعد السكتة الدماغية. كما أجرت أبحاثًا حول إدارة السلامة والسلوك في أماكن العمل بالإضافة إلى جودة حياة الآباء والأمهات الذين لديهم أطفال معاقين. زويلما غابرييلا هي الأستاذة الوحيدة في تحليل السلوك في أيسلندا. لقد أرست الأساس لنمو وتطوير تحليل السلوك كمجال علمي في البلاد.

## الحياة الشخصية
والدة زويلما هي ثاليا ماريا خوسفسدوتير (1935) (ثاليا ماريا غارسيا مارين سارينانا سابقًا)، وزوج والدتها هو سيغورور فينبوجاسون (1928-2014). زويلما لديها طفلان.

## المقالات العلمية
- Sigurðardóttir, Z. G., Mackay, H. A., and Green, G. (2012). Stimulus Equivalence, Generalization, and Contextual Stimulus Control in Verbal Classes. The Analysis of Verbal Behavior, 28()1, 3-29.
- Sigurdardottir, Z. G., Green, G., and Saunders, R. R. (1990). Equivalence classes generated by sequence training. Journal of the Experimental Analysis of Behavior, 53(1), 47–63.
- Sigurðardóttir, Z. G. and Sighvatsson, M. B. (2007). Operant conditioning and errorless learning procedures in the treatment of chronic aphasia. International Journal of Psychology, 41(6).
- Valdimarsdóttir, H., Halldórsdóttir, L. Ý., and Sigurdardottir, Z. G. (2010). Increasing the variety of foods consumed by picky eater: Generalization of effects across caregivers and settings. Journal of Applied Behavior Analysis, 43(1), 101–105.
- Guðmundsdóttir, K., Ala'i-Rosales, S., and Sigurðardóttir, Z. G. (2019). Extending Caregiver Training Via Telecommunication for Rural Icelandic Children With Autism. Rural Special Education Quarterly, July 19, 2018.